# Płyta Scotia

Płyta Scotia zaznaczona na zielononiebiesko

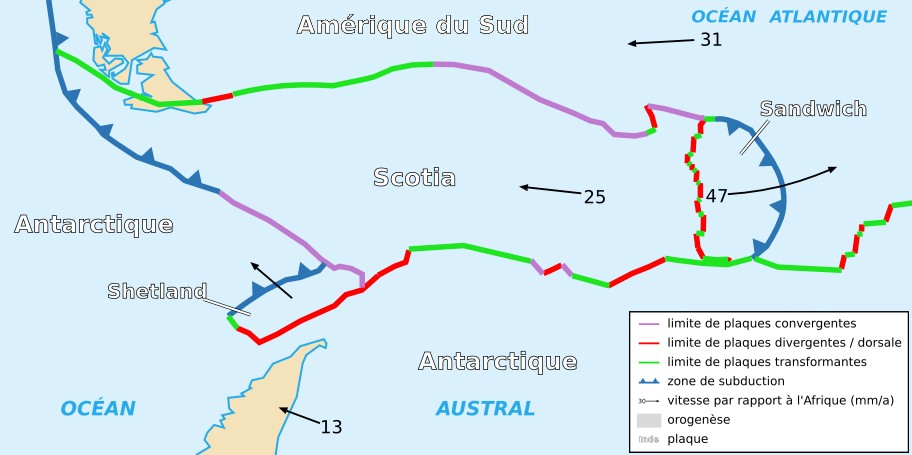
Płyta Scotia

Płyta Scotia – niewielka płyta tektoniczna, położona między płytą południowoamerykańską na północy, a płytą antarktyczną na południu, o wielkości 1,7 mln km².